# Christopher Malcolm
Christopher Malcolm (* 19. August 1946 in Aberdeen; † 15. Februar 2014 in London) war ein britischer Schauspieler und Theaterproduzent.

## Leben
Malcolms Familie emigrierte Ende der 1940er Jahre nach British Columbia, wo er nach dem Schulbesuch auch die dortige Universität besuchte und Schauspiel studierte. Von 1966 bis 1968 war seine erste Station als Darsteller die Royal Shakespeare Company, mit der er in Großbritannien auftrat. Ab den 1970er Jahren pendelte der bullige Darsteller mit dem markanten Kinn zwischen Bühne, Fernsehen und Film. Eine wichtige Rolle war die des „Brad Majors“ in der Originalproduktion der Rocky Horror Show. Für das Kino spielte er kleine Rollen in etlichen erfolgreichen Filmen wie Highlander – Es kann nur einen geben, Ragtime und Star Wars Episode V. Ab Mitte der 1980er Jahre reduzierte er seine Auftritte deutlich.
1978 trat Malcolm erstmals als Produzent in Erscheinung, als er das Musical Pal Joey, das zwei Jahre später auch am West End aufgeführt wurde, betreute. 1981 erhielt seine Produktion von Steaming den Preis als Beste Komödie. Nach weiteren Werken hatte 1990 eine Neuproduktion der Rocky Horror Show am Piccadilly Theatre Premiere, die zehn Jahre und vier landesweite Tourneen lang erfolgreich gespielt wurde. Dann wurde sie am Broadway aufgeführt und mit einem Tony Award ausgezeichnet.
Bekanntheit erlangte Malcolm auch ab 1992 durch seine Auftritte als Saffron Monsoons Vater Justin in der erfolgreichen BBC-Sitcom Absolutely Fabulous. Die Rolle des Justin verkörperte er zuletzt 2011.
Seine letzte Arbeit war eine Neuinszenierung von Oh! What a Lovely War in Stratford East.

## Filmografie (Auswahl)
- 1968: A Midsummer Night's Dream
- 1969: Die Todesreiter (The Desperados)
- 1970: Im Visier des Falken (Figures in a Landscape)
- 1978: Der wilde Haufen von Navarone (Force 10 from Navarone)
- 1979: Dirty Money
- 1984: Rhapsodie in Blei (Rustler's Rhapsody)
- 1986: Die Reise ins Labyrinth (Labyrinth)
- 1986: Highlander – Es kann nur einen geben (Highlander)
- 1988: Moneyman (The Moneyman)
- 1992–2011: Absolutely Fabulous
- 2007: Daphne (Fernsehfilm)